# CS Ben Hur
Club Sportivo Ben Hur – sportowy i towarzyski klub z siedzibą w mieście Rafaela w prowincji Santa Fe. Klub znany jest głównie ze swojej sekcji piłki nożnej.
Pozostałe sekcje klubu, z wyjątkiem koszykówki, mają charakter amatorski. Są to aerobik, kręgle, szachy, hokej na trawie, oraz pływanie.

## Osiągnięcia
- Mistrz trzeciej ligi argentyńskiej (Torneo Argentino A): 2004

## Historia
Klub założony został w roku 1940. Piłka nożna stała się główną dyscypliną sportową od chwili założenia klubu. Wkrótce klub przystąpił do rozgrywek w lokalnej lidze miasta Rafael. Wielkim sukcesem było pokonanie 27 kwietnia 1941 stołecznego Almagro i to aż 4:0. Przed rokiem 1997 Ben Hur opuścił poziom rozgrywek regionalnych i dołączył do systemu ligowego organizowanego przez ogólnonarodową federację piłkarską. Klub w roku 2004 wygrał trzecią ligę (Torneo Argentino A) i obecnie gra w drugiej lidze argentyńskiej Primera B Nacional Argentina. Swoje mecze rozgrywa na stadionie Estadio parque Barrio Ilolay.